# KBS 열린토론
《KBS 열린토론》은 KBS 1라디오(전국, 수도권 기준 FM 97.3MHz, AM 711kHz)에서 방송되는 라디오 토론 프로그램이다. 진행자는 배종찬 인사이트케이 소장이며, 생방송은 월~토요일 저녁 7시 20분부터 저녁 8시 30분까지와 명절연휴 저녁 7시 15분부터 저녁 8시 30분까지, 재방송은 월~토요일 새벽 1시부터 새벽 2시 10분까지이다. 단, 이 프로그램은 모두 전국방송이다.

## 역사
2003년 7월 14일에 첫방송을 시작해, 2013년 4월 5일에 잠정적으로 폐지됐다가, 2018년 5월 28일 이후 5년만에 다시 부활했다. 2023년 7월 14일에 방송 20주년을 맞이했다.

## 역대 방송시간
| 방송 채널   | 방송 기간                          | 방송 시간                                                                          |
| ----------- | ---------------------------------- | ---------------------------------------------------------------------------------- |
| KBS 1라디오 | 2003년 7월 14일 ~ 2008년 11월 15일 | 월~토요일 저녁 7:20 ~ 밤 9:00 (생방송), 월~토요일 새벽 2:00 ~ 새벽 3:45 (재방송)   |
| KBS 1라디오 | 2008년 11월 17일 ~ 2009년 4월 25일 | 월~토요일 저녁 7:20 ~ 밤 8:58 (생방송), 월~토요일 새벽 2:00 ~ 새벽 3:43 (재방송)   |
| KBS 1라디오 | 2009년 4월 27일 ~ 2013년 4월 6일   | 월~토요일 저녁 7:20 ~ 밤 8:58 (생방송), 월~토요일 새벽 2:00 ~ 새벽 3:38 (재방송)   |
| KBS 1라디오 | 2018년 5월 28일 ~ 2018년 9월 29일  | 월~토요일 저녁 7:20 ~ 밤 8:58 (생방송), 월~토요일 밤 12:05 ~ 새벽 1:43 (재방송)    |
| KBS 1라디오 | 2018년 10월 1일 ~ 2019년 4월 20일  | 월~토요일 저녁 7:20 ~ 밤 8:58 (생방송), 월~토요일 새벽 1:00 ~ 새벽 2:40 (재방송)   |
| KBS 1라디오 | 2019년 4월 22일 ~ 현재             | 월~토요일 저녁 7:20 ~ 저녁 8:30 (생방송), 월~토요일 새벽 1:00 ~ 새벽 2:10 (재방송) |

## 역대 진행자

### 1기
- 2003년 7월 14일 ~ 2008년 11월 15일 : 정관용
- 2008년 11월 17일 ~ 2009년 4월 25일 : 정혜승
- 2009년 4월 27일 ~ 2010년 12월 31일 : 민경욱
- 2011년 1월 1일 ~ 2011년 11월 5일 : 왕상한
- 2011년 11월 7일 ~ 2013년 4월 6일 : 윤덕수

### 2기
- 2018년 5월 28일 ~ 2019년 4월 20일 : 김진애
- 2019년 4월 22일 ~ 2023년 11월 18일 : 정준희
- 2023년 11월 20일 ~ 2024년 1월 27일 : 한상권
- 2024년 1월 29일 ~ 현재 : 배종찬

## 대리 프로그램
- KBS 공감토론[1]